# Барон Трайон

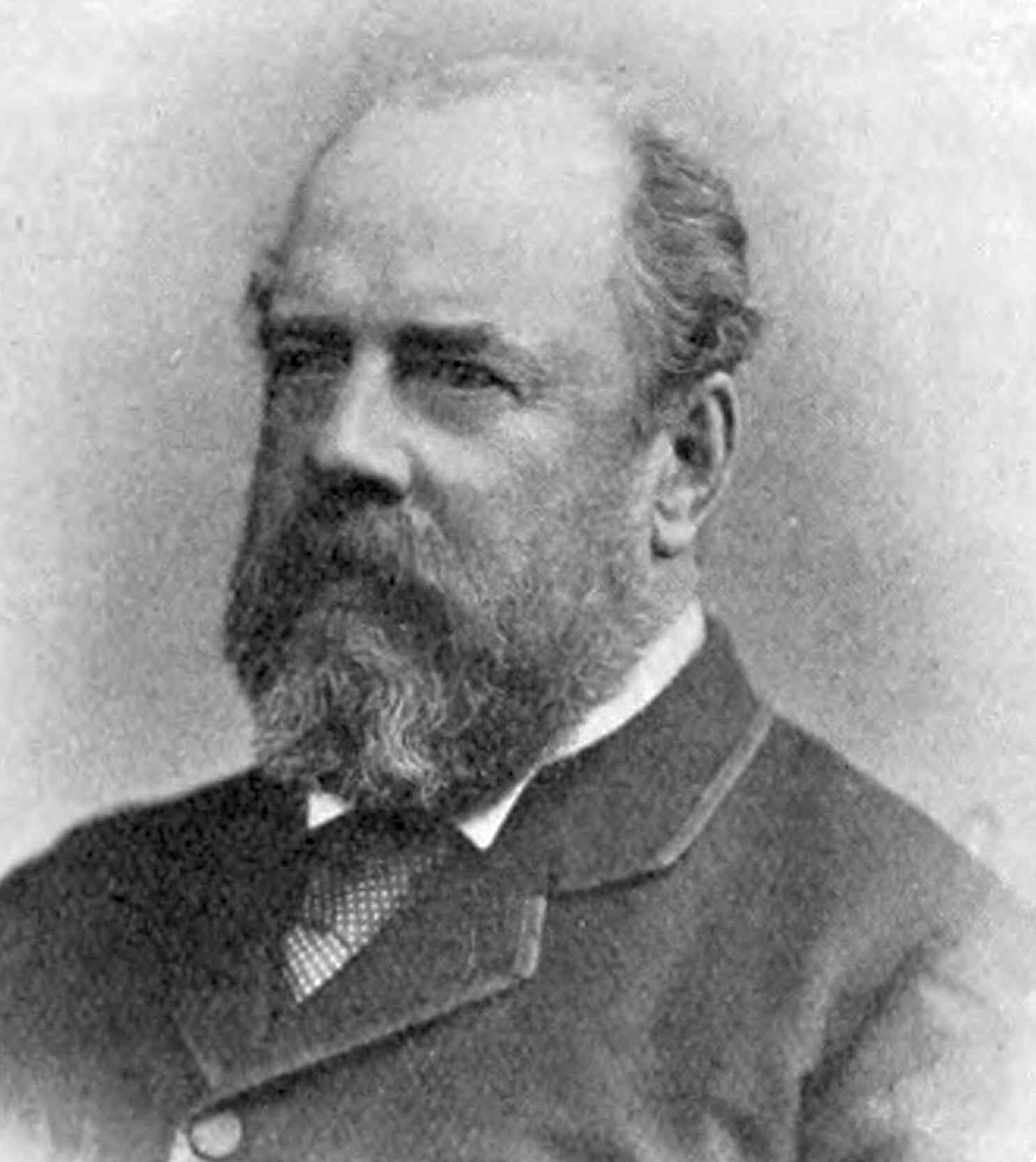
Вице-адмирал сэр Джордж Трайон (1832—1893), отец Джорджа Клемента Трайона, 1-го барона Трайона

Барон Трайон из Дернфорда в графстве Уилтшир — наследственный титул в системе Пэрства Соединённого королевства. Он был создан 18 апреля 1940 года для консервативного политика Джорджа Трайона (1871—1940). Он заседал в Палате общин от Брайтона (1910—1940), занимал должности министра пенсий (1922—1924, 1924—1929, 1931—1935), генерального почтмейстера (1935—1940), канцлера герцогства Ланкарстерского (1940) и первого комиссара общественных работ (1940). Джордж Трайон был сыном британского флотоводца, вице-адмирала сэра Джорджа Трайона (1832—1893). В 1940 году 1-му барону наследовал его сын, Чарльз Джордж Вивиан Трайон, 2-й барон Трайон (1906—1976). Он занимал должности хранителя тайного кошелька (1952—1971) и казначея королевы (1952—1971).
По состоянию на 2024 год носителем титула являлся его внук, Чарльз Джордж Баррингтон Трайон, 4-й барон Трайон (род. 1976), который стал преемником своего отца в 2018 году.

## Бароны Трайон (1940)
- 1940—1940: Майор Джордж Клемент Трайон, 1-й барон Трайон (15 мая 1871 — 24 ноября 1940), сын вице-адмирала сэра Джорджа Трайона (1832—1893)[1];
- 1940—1976: Чарльз Джордж Вивиан Трайон, 2-й барон Трайон (24 мая 1906 — 9 ноября 1976), единственный сын предыдущего<[2];
- 1976—2018: Энтони Джордж Меррик Трайон, 3-й барон Трайон (26 мая 1940 — 22 декабря 2018), единственный сын предыдущего[3];
- 2018 — настоящее время: Чарльз Джордж Баррингтон Трайон, 4-й барон Трайон (род. 15 мая 1976), старший сын предыдущего[4];
  - Наследник титула: достопочтенный Гай Эйлмер Джордж Трайон (род. 30 января 2015), единственный сын предыдущего[5].